# カトリ・クルムニ
カトリ・クルムニ（Katri Kulmuni, 1987年9月4日 - ）は、フィンランドの政治家。副首相、財務大臣、経済大臣などを歴任したのち、2024年から欧州議会議員を務める。フィンランド中央党元党首。

## 経歴

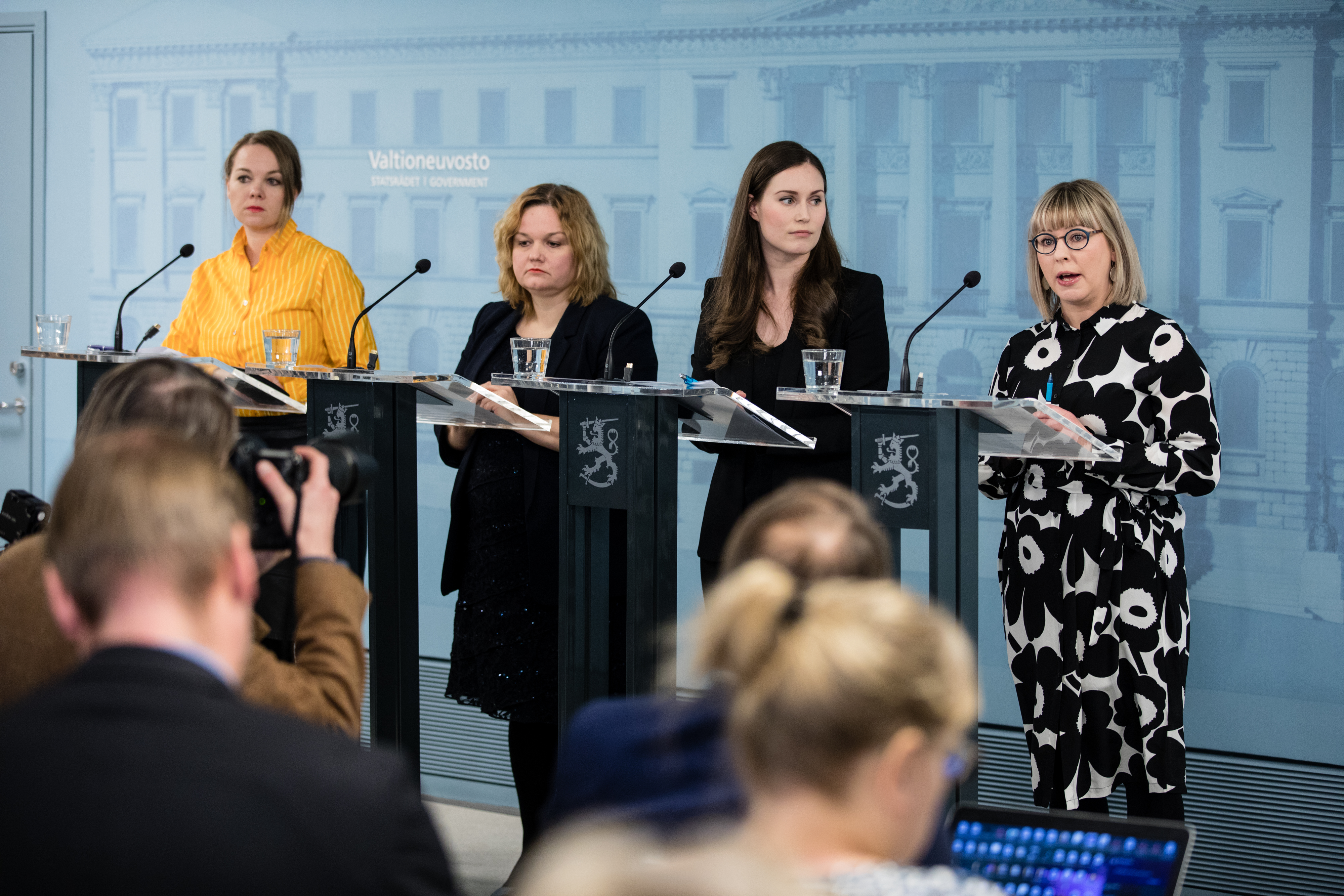
左からクルムニ、クリスタ・キウル家族問題・社会サービス大臣、サンナ・マリン首相、アイノ＝カイサ・ペコネン社会問題・保健大臣（2020年2月27日）

ラッピ県トルニオ出身。2018年、ラップランド大学を卒業。社会科学修士修了。
2015年4月19日に行われたフィンランド議会議員選挙にラッピ県選挙区から立候補し、初当選した。2019年に再選。
2019年9月7日に行われたフィンランド中央党の党首選挙でアンティ・カイッコネンを破り、同党党首となった。9月12日、アンティ・リンネ内閣の副首相に就任した。
同年11月11日、国営郵便会社の労働者がストライキを開始。ストは航空会社のフィンエアーなどにも拡大し、2週間にわたって続けられた。こうした中でクルムニ率いるフィンランド中央党はアンティ・リンネ首相に辞任を要求した
。12月3日、リンネ首相はサウリ・ニーニスト大統領に辞表を提出。12月10日、フィンランド社会民主党のサンナ・マリンが首相に就任し、マリン内閣の下、副首相兼財務大臣となった。
2020年6月、クルムニがメディアトレーニングの費用、56,203ユーロを国の資金で支払ったことが報じられた。クルムニは自費で支払うことをメディアに伝え、6月5日、辞任を表明した。フィンランド中央党の党首も辞任し、後任にはアンニカ・サーリッコが就任した。
2024年2月、中央党への国民の支持を取り戻したいとして、同年の欧州議会議員選挙への立候補を表明。6月の選挙で当選した。天然資源の問題に取り組むことに意欲をみせており、欧州議会では環境・公衆衛生・食糧安全保障委員会に所属している。